# Dolomedes vittatus
Dolomedes vittatus là một loài nhện trong họ Pisauridae.
Loài này thuộc chi Dolomedes. Dolomedes vittatus được Charles Athanase Walckenaer miêu tả năm 1837.